# ژلادووو
ژلادووو (به بلغاری: Zheladovo) یک منطقهٔ مسکونی در بلغارستان است که در شهرستان ژبل واقع شده‌است.